# Al-Dżunajna (Dajr az-Zaur)
Al-Dżunajna – wieś w Syrii, w muhafazie Dajr az-Zaur. W 2004 roku liczyła 1627 mieszkańców.